# Felforgatókönyv
A Felforgatókönyv (eredeti cím: Stranger Than Fiction) 2006-ban bemutatott amerikai filmvígjáték-dráma, melyet Zach Helm forgatókönyvéből Marc Forster rendezett. Az Illinois-ban, Chicagóban forgatott produkció bemutatója 2006 novemberében volt, Magyarországon 2007. április 19-én került a mozikba.

## Történet
Ez a történet Harold Crickről és az ő karórájáról szól. Harold Crick adóügyi ellenőrként tengeti szürke hétköznapjait. Életét a számok határozzák meg. Embertársai többnyire utálják, munkájából kifolyólag. Egy napon órája megelégeli az unalmat és megváltoztatja Harold életét.
Harold Crick egy reggelen arra lesz figyelmes fogmosás közben, hogy egy női hang követi cselekedeteit. Pszichiáterhez fordul, aki Jules Hilbert irodalomprofesszorhoz küldi. Haroldnak meg kell tudnia, a narrátor egy komédiát, avagy tragédiát ír. Rövidesen fény derül rá: a hang szerint Harold hamarosan meg fog halni. Kétségbeesett hősünk végül eljut Karen Eiffelhez, az írónőhöz, akinek fogalma sem volt róla, hogy készülő regénye hőse, Harold Crick valóban élő férfi. Karen és Harold nehéz helyzetbe kerül: Hilbert professzor szerint a hosszas alkotói válságban szenvedett írónő élete művét alkotta meg, melyhez a tragikus befejezés elengedhetetlen. Haroldnak azonban pont most kezd élete felpezsdülni, hiszen megismerte Ana Pascalt, akivel egymásba szerettek…

## Szereplők
| Szerep                            | Színész           | Magyar hang      |
| --------------------------------- | ----------------- | ---------------- |
| Harold Crick, adóellenőr          | Will Ferrell      | Oberfrank Pál    |
| Ana Pascal, pék                   | Maggie Gyllenhaal | Németh Borbála   |
| Jules Hilbert, irodalomprofesszor | Dustin Hoffman    | Tahi Tóth László |
| Penny Escher, írótanácsadó        | Queen Latifah     | Kocsis Mariann   |
| Karen Eiffel, írónő               | Emma Thompson     | Kovács Nóra      |
| Dave                              | Tony Hale         | Magyar Bálint    |
| Dr. Cayly                         | Tom Hulce         |                  |
| Dr. Mittag-Leffler, pszichológus  | Linda Hunt        | Várnagy Kati     |
| műsorvezető                       | Kristin Chenoweth | Sánta Annamária  |

## Érdekességek
- Mikor Harold elkezd reagálni a narrációra, a néző úgy hiheti, az író áttörte a negyedik falat, noha később kiderül, a film semmilyen explicit metareferenciát nem használ; maga az egész film metafikció.
- Számos szereplő vezetékneve köthető híres modern tudóséhoz és matematikuséhoz: Francis Crick, Gustave Eiffel, David Hilbert, Nicholas Mercator, Blaise Pascal, Arthur Cayley és Gösta Mittag-Leffler. Penny Escher neve a holland grafikusművész, M.C. Escherével egyezik meg, akinek munkájára matematikusok komoly hatást gyakoroltak.
- Eiffel kiadója, a Banneker Press Benjamin Banneker matematikus és órakészítő nevére utal.
- A film többször használ szimmetrikus motívumokat, úgymint köröket (pl. karóralap) és négyszögeket (pl. könyv). Mindez Leonardo Da Vinci Vitruvius-tanulmányának szimbolizálása. Az első mechanikus számológépet Da Vinci találta fel, 150 évvel Blaise Pascal előtt (akinek gyakran hibásan tulajdonítják megalkotását).
- Noha Ferrell és Harold is balkezes, a gitáron jobb kézzel játszik.
- A film, amit Harold a moziban néz, a Monty Python: Az élet értelme című.
- A filmben utalásra lelhet a néző René Magritte belga szürrealista festő Emberfia (The Son of Man) című festményére, mikor Harold sötét öltönyben sétál egy zöldalmával a szájában.

- A Kroenecker-busz, ami elüti Haroldot, Leopold Kronecker neves matematikussal hozható összefüggésbe.

## Díjak és jelentősebb jelölések
- Golden Globe-díj
  - jelölés: legjobb férfi főszereplő – vígjáték vagy musical (Will Ferrell)
- National Board of Review, USA
  - díj: legjobb forgatókönyv (Zach Helm)